# Depok Jaya
Depok Jaya is een bestuurslaag in het regentschap Depok van de provincie West-Java, Indonesië. Depok Jaya telt 21.736 inwoners (volkstelling 2010).